# Patricia Kramer
Patricia Pata Kramer (Uruguay, 1979) es una cantautora uruguaya. Feminista y militante independiente del Frente Amplio, en las elecciones generales de 2019 encabezó la lista 949 El Abrazo al Senado.

## Biografía
Reconocida públicamente por su música, Kramer hizo toda la carrera en la Facultad de Química pero no se recibió. Además, estudió filosofía, diseño gráfico y producción de audio. En el presente es estudiante de Producción Agropecuaria y Familiar en la Universidad del Trabajo del Uruguay.
Como música, en 2004 comenzó a presentarse en vivo con una propuesta solista en formato trío, junto a Sebastián Pereira y Mariana Vázquez con quienes luego grabó su primer álbum, "Un par de intentos", editado de forma independiente y lanzado en 2006. En 2010 presentó "Sostén", su segundo disco, publicado por Bizarro Records para el que se sumaron los músicos Valentina Prego y Roberto Heredia.
Con Ana Prada reeditaron el dúo Kramer vs Prada en 2016 (con el que tocaron juntas en el año 2000), presentando el espectáculo "Canciones yeguas" en escenarios de todo el país. Fueron pareja durante varios años, etapa en la que fueron madres de un hijo gestado por Kramer.

## Ámbito político
En 2012, dirigió la comunicación de la campaña de Mónica Xavier que la llevó a ser la primera presidenta del Frente Amplio. 
Fue la jefa de campaña de Carolina Cosse en las elecciones internas para la candidatura presidencial en 2019. Finalizadas las internas, se sumó a la coalición El Abrazo, que nucleó a los sectores Ir, Magnolia, Frente en Movimiento y Colectivo Plena, además de militantes independientes. Encabezó la lista para la Cámara de Senadores.

Con respecto a la campaña para las elecciones generales y siendo ya candidata a senadora, Kramer expresó
"La política es una forma de organizarnos para un bien común, una manera de ver el mundo, de encontrar estructuras que amparen, que generen el desarrollo, la libertad y la justicia. En este sentido, no concibo una política no feminista. Me gusta ser parte de una campaña profundamente feminista, construida de manera absolutamente mixta. Me parece que es un acto de justicia."